# Stranka Modernog Centra
Stranka Modernog Centra ((slo) Stranka Modernega Centra) je slovenska politička stranka koju je godine 2014. pred izvanredne izbore osnovao ugledni pravnik Miro Cerar. Ta je stranka osvojila 34,61% glasova na parlamentarnim izborima održanim 13. srpnja 2014, čime je dobila 36 zastupničkih mjesta u parlamentu.

## Vanjske poveznice
- Web stranica političke stranke  Arhivirana inačica izvorne stranice od 30. srpnja 2014. (Wayback Machine)